# Ali Šabanov
Ali Šabanovič Šabanov (* 25. srpna 1989 Dagestán) je ruský zápasník–volnostylař avarské národnosti, který od roku 2011 reprezentuje Bělorusko.

## Sportovní kariéra
Připravuje se v Machačkale pod vedením Anvara Magomedgadžijeva. V ruské volnostylařské reprezentaci se neprosazoval a v roce 2010 přijal nabídku reprezentovat Bělorusko. V roce 2012 se vítězstvím na evropské olympijské kvalifikaci v Sofii kvalifikoval na olympijské hry v Londýně. V Londýně shazoval váhu do kategorie do 66 kg a prohrál ve čtvrtfinále s Ázerbájdžáncem Džabrajilem Hasanovem ve třech setech v poměru 1:2. Od roku 2013 přestoupil do vyšší váhy do 74 kg. V roce 2016 si na březnovém Mistrovství Evropy v Rize vážně poranil koleno a kvůli nutné operaci přišel o start na olympijských hrách v Riu. Od roku 2019 startuje ve váze do 86 kg.

## Výsledky
| Turnaj             | 2011 | 2012 | 2013 | 2014 | 2015 | 2016 | 2017 | 2018 | 2019 |
| Turnaj             | 22   | 23   | 24   | 25   | 26   | 27   | 28   | 29   | 30   |
| Turnaj             | -66  | -66  | -74  | -74  | -74  | -74  | -74  | -79  | -86  |
| ------------------ | ---- | ---- | ---- | ---- | ---- | ---- | ---- | ---- | ---- |
| Olympijské hry     |      | úč.  |      |      |      | —    |      |      |      |
| Mistrovství světa  | úč.  |      | 3.   | 3.   | úč.  |      | 3.   | 3.   | úč.  |
| Evropské hry       |      |      |      |      | 5.   |      |      |      | 2.   |
| Mistrovství Evropy | 5.   | —    | úč.  | 5.   | 5.   | úč.  | úč.  | úč.  | 3.   |